# دوار الشمس الكاليفورني
دوار الشمس الكاليفورني نوع نباتي يتبع جنس دوار الشمس من الفصيلة النجمية.

## البيئة والانتشار
ينتشر في ولاية كاليفورنيا غرب الولايات المتحدة.